# Long Island, Kansas
Long Island là một thành phố thuộc quận Phillips, tiểu bang Kansas, Hoa Kỳ. Năm 2010, dân số của xã này là 134 người.